# Бишина
Бишина је насељено мјесто у општини Милићи, Република Српска, БиХ. Према попису становништва из 2013. у насељу је живјело свега 18 становника.

## Становништво
Према попису становништва из 1991. године, мјесто је имало 54 становника.
| Демографија | Демографија | Демографија |
| Година      | Становника  | Становника  |
| ----------- | ----------- | ----------- |
| 1961.       | 140         |             |
| 1971.       | 135         |             |
| 1981.       | 76          |             |
| 1991.       | 53          |             |